# 1974-es magyar férfi vízilabdakupa
A magyar férfi vízilabdakupa 1974-es kiírását az Orvosegyetem SC nyerte.

## Előselejtezők

### I. csoport
| Csapat             | Mérk | Gy | D | V | G+ | G- | +/- | P |
| ------------------ | ---- | -- | - | - | -- | -- | --- | - |
| Szegedi EOL        | 2    | 2  | 0 | 0 | 20 | 4  | +16 | 4 |
| Tatabányai Bányász | 2    | 1  | 0 | 1 | 5  | 7  | –2  | 2 |
| Miskolci VSC       | 2    | 0  | 0 | 2 | 0  | 14 | –14 | 0 |

|                    | Szeged | TBSC | MVSC |
| ------------------ | ------ | ---- | ---- |
| Szegedi EOL        | –      | 7–4  | 13–0 |
| Tatabányai Bányász | 4–7    | –    | 1–0  |
| Miskolci VSC       | 0–13   | 0–1  | –    |

### II. csoport
Központi Sportiskola – Bp. Építők 8–1

### III. csoport
| Csapat      | Mérk | Gy | D | V | G+ | G- | +/- | P |
| ----------- | ---- | -- | - | - | -- | -- | --- | - |
| MAFC        | 2    | 2  | 0 | 0 | 13 | 3  | +10 | 4 |
| Budapest SE | 2    | 1  | 0 | 1 | 7  | 5  | +2  | 2 |
| Siketek SC  | 2    | 0  | 0 | 2 | 4  | 16 | –12 | 0 |

|             | MAFC | 0BSE0 | Siket |
| ----------- | ---- | ----- | ----- |
| MAFC        | –    | 3–1   | 10–2  |
| Budapest SE | 1–3  | –     | 6–2   |
| Siketek SC  | 2–10 | 2–6   | –     |

### IV. csoport
Csatornázási Művek SK – Bp. Elektromos 5–4

### V. csoport
Szolnoki Vízügy-Dózsa – VM Egyetértés 14–0

### VI. csoport
Tipográfia – Kaposvár (A Kaposvár visszalépett)

## Selejtezők

### A csoport
| Csapat          | Mérk | Gy | D | V | G+ | G- | +/- | P |
| --------------- | ---- | -- | - | - | -- | -- | --- | - |
| Ferencvárosi TC | 3    | 3  | 0 | 0 | 19 | 6  | +13 | 6 |
| BVSC            | 3    | 2  | 0 | 1 | 21 | 14 | +7  | 4 |
| Szegedi EOL     | 3    | 1  | 0 | 2 | 11 | 12 | –1  | 2 |
| MAFC            | 3    | 0  | 0 | 3 | 10 | 29 | –19 | 0 |

|                 | 0FTC0 | BVSC | SZEOL | MAFC |
| --------------- | ----- | ---- | ----- | ---- |
| Ferencvárosi TC | –     | 6–2  | 4–1   | 9–3  |
| BVSC            | 2–6   | –    | 6–3   | 13–5 |
| Szegedi EOL     | 1–4   | 3–6  | –     | 7–2  |
| MAFC            | 3–9   | 5–13 | 2–7   | –    |

### B csoport
| Csapat               | Mérk | Gy | D | V | G+ | G- | +/- | P |
| -------------------- | ---- | -- | - | - | -- | -- | --- | - |
| Újpesti Dózsa        | 3    | 3  | 0 | 0 | 17 | 8  | +9  | 6 |
| Központi Sportiskola | 3    | 1  | 1 | 1 | 12 | 13 | –1  | 3 |
| Szentesi Vízmű       | 3    | 1  | 0 | 2 | 15 | 20 | –5  | 2 |
| Vasas Izzó           | 3    | 0  | 1 | 2 | 12 | 15 | –3  | 1 |

|                      | Újpest | 0KSI0 | Szentes | Izzó |
| -------------------- | ------ | ----- | ------- | ---- |
| Újpesti Dózsa        | –      | 5–2   | 6–2     | 6–4  |
| Központi Sportiskola | 2–5    | –     | 8–6     | 2–2  |
| Szentesi Vízmű       | 2–6    | 6–8   | –       | 7–6  |
| Vasas Izzó           | 4–6    | 2–2   | 6–7     | –    |

### C csoport
| Csapat                | Mérk | Gy | D | V | G+ | G- | +/- | P |
| --------------------- | ---- | -- | - | - | -- | -- | --- | - |
| Bp. Spartacus         | 3    | 3  | 0 | 0 | 28 | 19 | +9  | 6 |
| Egri Dózsa            | 3    | 2  | 0 | 1 | 25 | 16 | +9  | 4 |
| Szolnoki Vízügy-Dózsa | 3    | 1  | 0 | 2 | 23 | 16 | +7  | 2 |
| Tipográfia            | 3    | 0  | 0 | 3 | 11 | 36 | –25 | 0 |

|                       | Bp. Sp. | Eger | Szolnok | Tipo |
| --------------------- | ------- | ---- | ------- | ---- |
| Bp. Spartacus         | –       | 7–5  | 9–8     | 12–6 |
| Egri Dózsa            | 5–7     | –    | 6–5     | 14–4 |
| Szolnoki Vízügy-Dózsa | 8–9     | 5–6  | –       | 10–1 |
| Tipográfia            | 6–12    | 4–14 | 1–10    | –    |

### D csoport
| Csapat                | Mérk | Gy | D | V | G+ | G- | +/- | P |
| --------------------- | ---- | -- | - | - | -- | -- | --- | - |
| Orvosegyetem SC       | 3    | 3  | 0 | 0 | 21 | 7  | +14 | 6 |
| Vasas SC              | 3    | 2  | 0 | 1 | 15 | 7  | +8  | 4 |
| Bp. Honvéd            | 3    | 1  | 0 | 2 | 19 | 15 | +4  | 2 |
| Csatornázási Művek SK | 3    | 0  | 0 | 3 | 5  | 31 | –26 | 0 |

|                       | 0OSC0 | Vasas | BHSE | CSMSK |
| --------------------- | ----- | ----- | ---- | ----- |
| Orvosegyetem SC       | –     | 3–0   | 6–5  | 12–2  |
| Vasas SC              | 0–3   | –     | 6–4  | 9–0   |
| Bp. Honvéd            | 5–6   | 4–6   | –    | 10–3  |
| Csatornázási Művek SK | 2–12  | 0–9   | 3–10 | –     |

## Elődöntők
A csapatok a selejtezőből az egymás elleni eredményeket magukkal hozták.

### E csoport
| Csapat               | Mérk | Gy | D | V | G+ | G- | +/- | P |
| -------------------- | ---- | -- | - | - | -- | -- | --- | - |
| Ferencvárosi TC      | 3    | 3  | 0 | 0 | 18 | 10 | +8  | 6 |
| Újpesti Dózsa        | 3    | 2  | 0 | 1 | 13 | 9  | +4  | 4 |
| Központi Sportiskola | 3    | 0  | 1 | 2 | 12 | 18 | –6  | 1 |
| BVSC                 | 3    | 0  | 1 | 2 | 10 | 16 | –6  | 1 |

|                      | 0FTC0 | Újpest | 0KSI0 | BVSC |
| -------------------- | ----- | ------ | ----- | ---- |
| Ferencvárosi TC      | –     | 5–4    | 7–4   | 6–2  |
| Újpesti Dózsa        | 4–5   | –      | 5–2   | 4–2  |
| Központi Sportiskola | 4–7   | 2–5    | –     | 6–6  |
| BVSC                 | 2–6   | 2–4    | 6–6   | –    |

### F csoport
| Csapat          | Mérk | Gy | D | V | G+ | G- | +/- | P |
| --------------- | ---- | -- | - | - | -- | -- | --- | - |
| Orvosegyetem SC | 3    | 3  | 0 | 0 | 15 | 9  | +6  | 6 |
| Bp. Spartacus   | 3    | 2  | 0 | 1 | 14 | 12 | +2  | 4 |
| Vasas SC        | 3    | 1  | 0 | 2 | 10 | 12 | –2  | 2 |
| Egri Dózsa      | 3    | 0  | 0 | 3 | 16 | 22 | –6  | 0 |

|                 | 0OSC0 | Bp. Sp. | Vasas | Eger |
| --------------- | ----- | ------- | ----- | ---- |
| Orvosegyetem SC | –     | 4–3     | 3–0   | 8–6  |
| Bp. Spartacus   | 3–4   | –       | 4–3   | 7–5  |
| Vasas SC        | 0–3   | 3–4     | –     | 7–5  |
| Eger            | 6–8   | 5–7     | 5–7   | –    |

## Döntő
A csapatok az elődöntőből az egymás elleni eredményeket magukkal hozták.
| Csapat          | Mérk | Gy | D | V | G+ | G- | +/- | P |
| --------------- | ---- | -- | - | - | -- | -- | --- | - |
| Orvosegyetem SC | 3    | 3  | 0 | 0 | 16 | 11 | +5  | 6 |
| Újpesti Dózsa   | 3    | 1  | 0 | 2 | 12 | 11 | +1  | 2 |
| Ferencvárosi TC | 3    | 1  | 0 | 2 | 16 | 18 | –2  | 2 |
| Bp. Spartacus   | 3    | 1  | 0 | 2 | 11 | 15 | –4  | 2 |

|                 | 0OSC0 | Újpest | 0FTC0 | Bp. Sp. |
| --------------- | ----- | ------ | ----- | ------- |
| Orvosegyetem SC | –     | 5–2    | 7–6   | 4–3     |
| Újpesti Dózsa   | 2–5   | –      | 4–5   | 6–1     |
| Ferencvárosi TC | 6–7   | 5–4    | –     | 5–7     |
| Bp. Spartacus   | 3–4   | 1–6    | 7–5   | –       |

Az OSC játékosai: Kovács Károly, Szívós István, Sudár Attila, Bodnár András, Vindisch Kálmán, Gál Gyula, Hámori Miklós, Konrád Ferenc, Konrád Sándor, Nemcsik Ferenc, Fekete Szilveszter, Edző: Mayer Mihály